# Megacephala australis
Megacephala (Pseudotetracha) australis – gatunek chrząszcza z rodziny biegaczowatych i podrodziny trzyszczowatych.

## Taksonomia
Gatunek ten opisany został w 1865 roku przez Maximiliena Chaudoira jako Tetracha australis.

## Opis
Osiąga 14 mm lub do 21 mm długości ciała. Metalicznie zielony z obszerną brązową plamą na wierzchołku pokryw, a czułkami i żuwaczkami ciemnobrązowymi. Czułki długie i cienkie. Żuwaczki duże, piłkowane. Bezskrzydły.

## Biologia i ekologia
Drapieżnik. Dorosłe aktywne głównie nocą, za dnia chowające się pod ściółką lub w płytkich norkach. Larwy wykopują poziome norki w tych samych siedliskach co owady dorosłe. Zasiedla pobliża rzek i strumieni, jak i brzegi słonych lagun. Spotykany w ciągu całego roku.

## Rozprzestrzenienie
Gatunek endemiczny dla Australii, gdzie występuje w środkowej, wschodniej, południowo-wschodniej i południowej części kontynentu.